# Joseph Patterson
Joseph Patterson (Joseph Hester „Joe“ Patterson, Jr.; * 15. August 1912 in Oklahoma City; † 23. Mai 1939 bei Portsmouth, New Hampshire) war ein US-amerikanischer Hürdenläufer, der sich auf die 400-Meter-Distanz spezialisiert hatte.
1936 qualifizierte er sich als Zweiter bei den US-Ausscheidungskämpfen mit seiner persönlichen Bestzeit von 51,6 s für die Olympischen Spiele in Berlin, bei denen er in 53,0 s Vierter wurde.
Als Offizier der United States Navy ertrank er beim Tauchunfall der USS Squalus.